# Lampides simalurana
Lampides simalurana är en fjärilsart som beskrevs av Lambertus Johannes Toxopeus 1930. Lampides simalurana ingår i släktet Lampides och familjen juvelvingar. Inga underarter finns listade i Catalogue of Life.